# Capilla San Eduardo

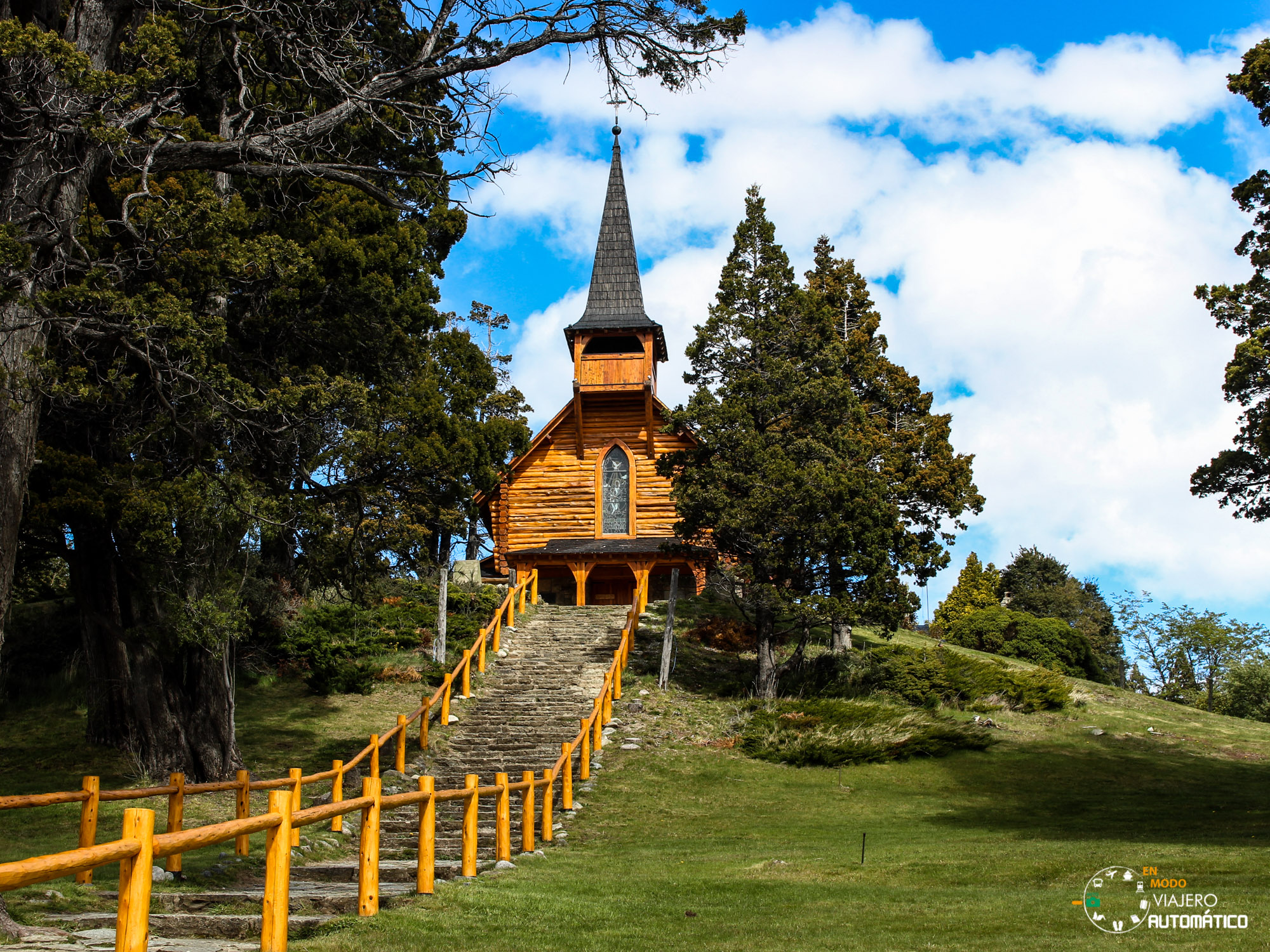
Capilla San Eduardo

La capilla San Eduardo, es una pequeña capilla que se encuentra en la zona de Llao Llao, Bariloche, Argentina; dentro del parque Nacional Nahuel Huapi. La capilla fue construida en 1938 en un estilo montañés con caracteres neogóticos, con evidentes influencias de arquitectura europea. El proyecto es obra del arquitecto Alejandro Bustillo. 

## Historia y características
La capilla se alza en una suave elevación a unos 300 m del Hotel Llao Llao y de Puerto Pañuelo. La capilla fue construida en terrenos de la dirección de Parques Nacionales siendo solventada por una donación de la señora Juana G. De Devoto.
La capilla de planta simple rectangular está coronada por un techo a dos aguas con recubrimiento externo de tejuela de alerce y una pequeña torre de campanario sobre su frente en forma de aguja engalana y completa el conjunto. Sus paredes están construidas en piedra, y su frente presenta troncos de ciprés desbastados en color natural.
La ubicación de la capilla en un terreno elevado y la escalinata en piedra de acceso le otorgan magnificencia al conjunto, que se completa con el hotel Llao Llao y el Cerro López a la distancia.
Son de destacar los vitrales que son reproducciones realizadas por los artistas plásticos Forte y Vázquez Málaga. Por su deterioro uno de estos vitrales fue reemplazado por una réplica, que guarda los característicos contrastes y formas del original.
En 1973, la capilla fue adornada con un friso donado por el pintor Raúl Soldi denominado "Retablo". El friso ilustra escenas de la vida de San Eduardo "el Confesor", último de los reyes anglosajones antes de la conquista normanda. Actualmente el friso ha sido reordenado en cuatro partes en una formación en cruz.